# Albert Meister (Politiker)

Albert Meister

Albert Meister (* 14. Januar 1895 in Siedlinghausen; † 20. August 1942 in Herne) war ein deutscher Politiker (NSDAP).

## Leben und Wirken
Nach dem Abitur wurde Meister an der Präparandenanstalt und am Lehrerseminar in Rüthen (Kreis Lippstadt) ausgebildet. Direkt nach seiner ersten Lehramtsprüfung meldete er sich am 12. August 1914 als Freiwilliger zur Teilnahme am Ersten Weltkrieg, in dem er zweimal verwundet wurde. Im Oktober 1917 wurde er im 3. Ober-Elsässischen Feldartillerie-Regiment Nr. 80 zum Offizier befördert. Zuletzt diente er als Leutnant. Nach seiner Rückkehr aus dem Krieg verdiente Meister ab Januar 1919 seinen Lebensunterhalt als Volksschullehrer in Herne.
Meister schloss sich 1923 der NSDAP an und nach ihrer Neugründung erneut zum 30. August 1925 (Mitgliedsnummer 16.872). Im Juni 1928 übernahm er erstmals ein öffentliches Amt als Stadtverordneter der NSDAP in Herne. Im September 1931 wurde Meister wegen seiner Tätigkeit in der NSDAP nach einem Disziplinarverfahren aus dem Volksschuldienst entlassen. Danach begründete er den Ruhrlandverlag Meister & Co und betätigte sich bis 1933 als Journalist. Er wurde 1931 zum Gaufachberater für Kommunalpolitik und Gaukommissar der NSDAP ernannt. Er war Reichsredner der NSDAP. 1932 wurde Meister als Abgeordneter für die NSDAP in den Preußischen Landtag gewählt, dem er bis zur Auflösung dieser Körperschaft im Herbst 1933 angehörte.
Nach der „Machtergreifung“ der NSDAP im Frühjahr 1933 wurde Meister zum Gauinspekteur ernannt. Im März 1933 wurde er in das Preußische Kultusministerium berufen. Im April erfolgte seine Ernennung zum Oberbürgermeister der Stadt Herne als Nachfolger von Kurt Täger, der auf Betreiben der NSDAP suspendiert worden war. Vom 12. November 1933 bis zu seinem Tod im Jahr 1942 gehörte Meister außerdem dem nationalsozialistischen Reichstag als Abgeordneter für den Wahlkreis 18 (Westfalen Süd) an.
Meister leitete ab 1933 den Westfälischen Sängerbund und amtierte des Weiteren seit 1934 als Bundesführer des Deutschen Sängerbundes.
Meister war verheiratet und hatte drei Kinder.